# Kirche von Åmål

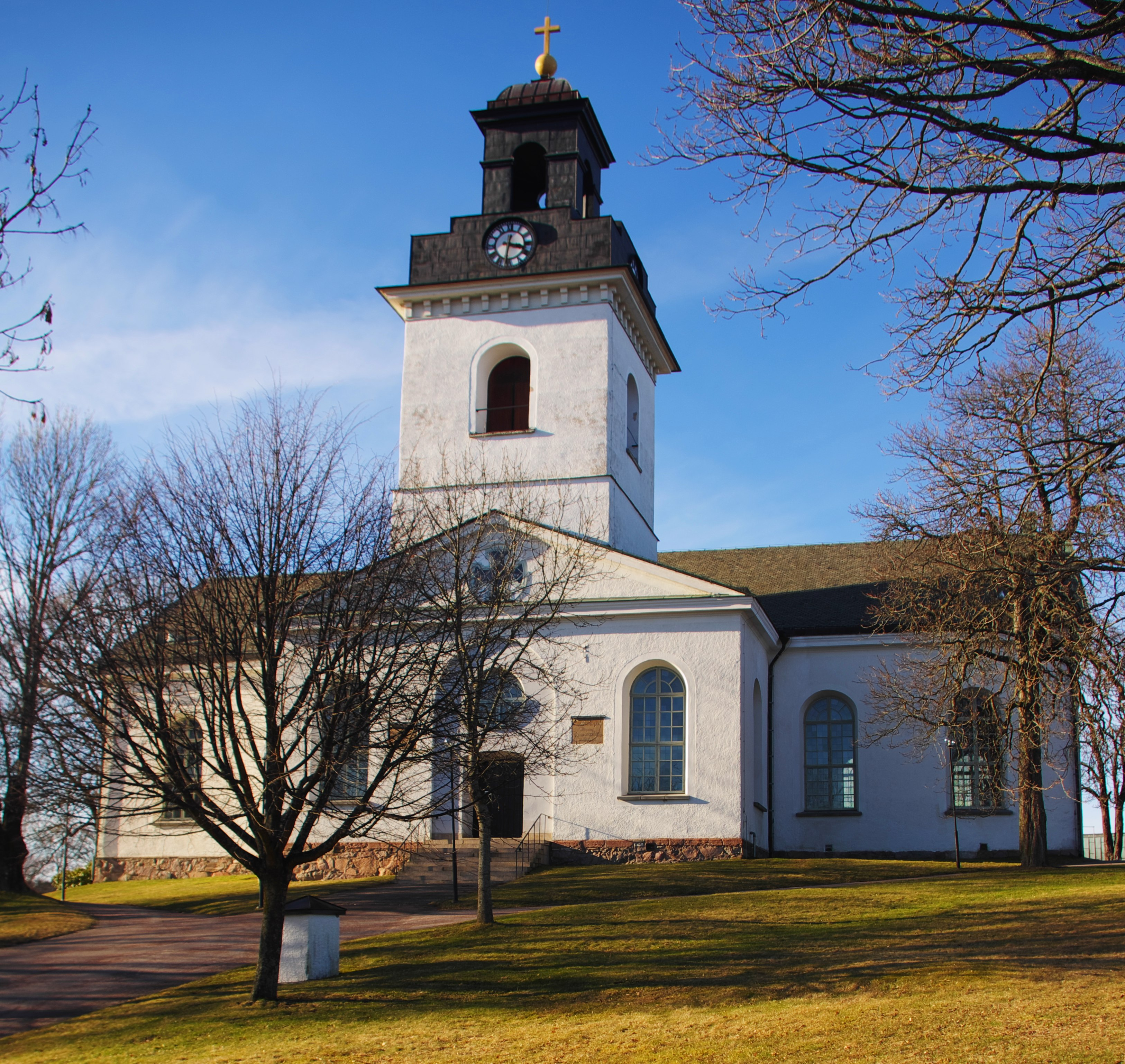
Die Kirche von Åmål

Die Kirche von Åmål ist ein evangelisch-lutherisches Kirchengebäude in Åmål im schwedischen Dalsland. Sie gehört zum Bistum Karlstad der Schwedischen Kirche. 

## Geschichte
Eine Kirche in Åmål wurde 1379 erstmals erwähnt. Sie war an der Flussmündung errichtet, wo sich ein wichtiger Handels- und Marktplatz befand. Die erste Steinkirche der Gemeinde von Åmål entstand 1669. Nach dem großen Stadtbrand 1777 wurde die Kirche in neoklassischem Stil wieder aufgebaut. Die heutige, 1806 nach dem Entwurf des Architekten Per Wilhelm Palmroth im Stil des Klassizismus erbaute Kirche ersetzte die alte Kirche aus dem 17. Jahrhundert. Besonders prägend ist der Turm an ihrer südliche Längsseite.

## Ausstattung

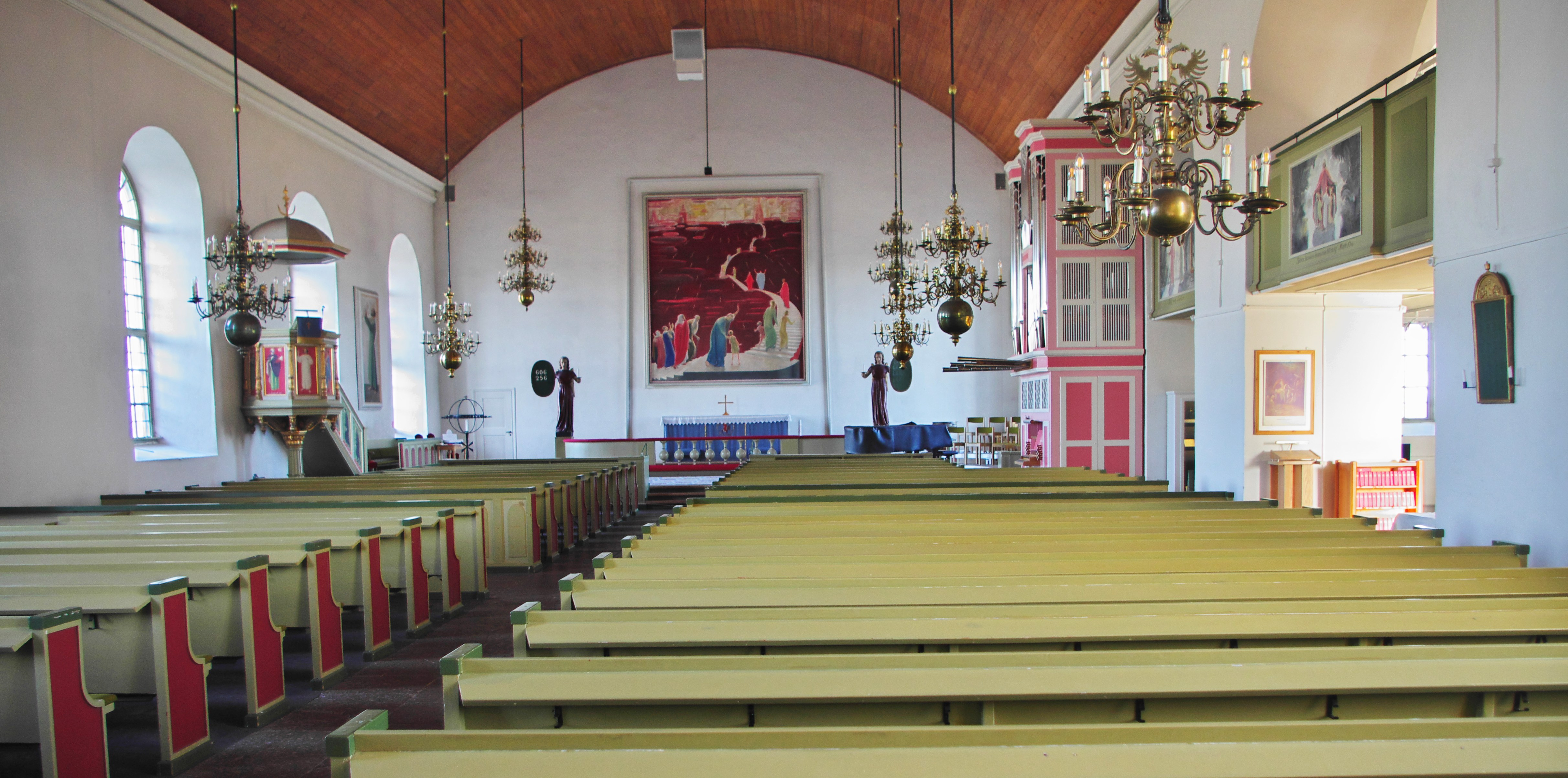
Inneres, Blick zum Altar

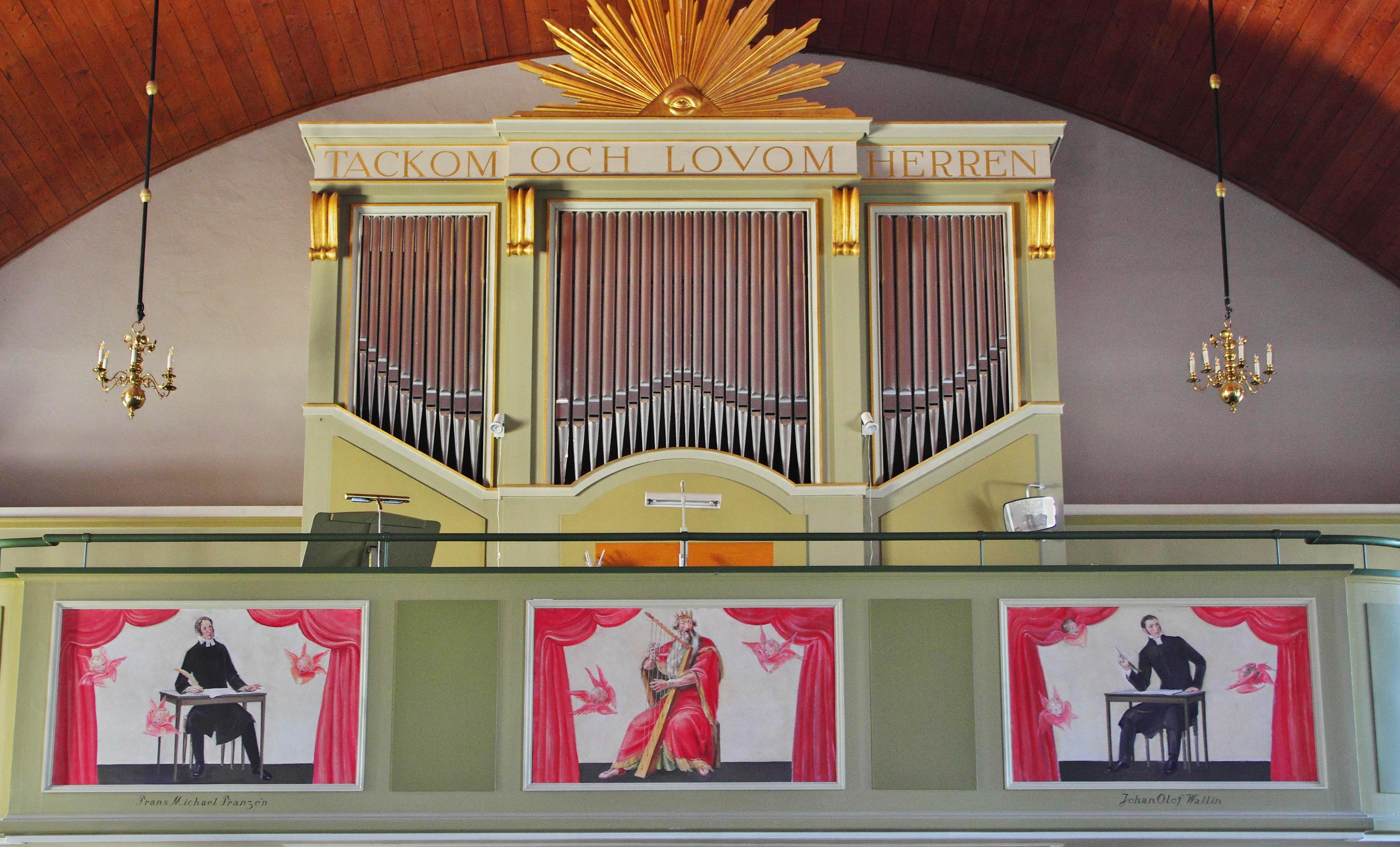
Hauptorgel

Das Innere ist geprägt von zwischen 1933 und 1939 entstandenen Gemälden des Malers Olle Hjortzberg. Das Altargemälde stellt die „Wanderung zum Himmel“ dar, es wird auch „Die ewige Stadt“ genannt. Es wird von zwei Gemälden mit den Titeln „Du gehörst dem Reich Gottes“ und „Auf dem Heimweg von der Konfirmation“ flankiert.
Auf der Kanzel stellte Hjortzberg „Christus und die vier Evangelisten“ sowie die schwedischen Evangelisten Ansgar, Brigitta, Olaus Petri und Nathan Söderblom dar. Unter der Kanzel steht eine Truhe von 1682.
Die Kirchenglocke stammt wahrscheinlich aus dem Anfang des 14. Jahrhunderts.
Vor der Orgelempore hängen zwei Kronleuchter aus Messing. Sie unterscheiden sich kaum. Einer wurde 1681 vom Goldschmied Meister Mårten gefertigt, der andere wesentlich später. Die Gemälde der Orgelempore sind ebenfalls Werke von Hjortzberg. 
Die Orgel wurde 1876 von der Firma Setterquist gebaut und 1933 renoviert. Sie hat 26 Register auf zwei Manualen und Pedal. Die Chororgel mit 21 Registern ebenfalls auf zwei Manualen und Pedal schuf 1991 die Firma Smedman. 
Der Taufstein aus dem 13. Jahrhundert stand in der alten Kirche. Das kupferne Taufbecken ist eine Arbeit der Bildhauerin Britta Nerman aus dem 20. Jahrhundert. Ebenfalls von Britta Nerman sind die beiden Engel aus Holz im Chor.
Das Altarbild unter der südlichen Empore am Platz für eine Andacht wurde von Karna Olsson gewebt.